# Sigmund Ruud
Sigmund Ruud (n. 30 decembrie 1907, Comuna Kongsberg, Buskerud, Norvegia – d. 7 aprilie 1994, Oslo, Norvegia) a fost un săritor cu schiurile ce a reprezentat Norvegia, medaliat olimpic. A participat la 2 ediții ale Jocurilor Olimpice (1928, 1932) în care a câștigat o medalie de argint.